# Art public dans les transports

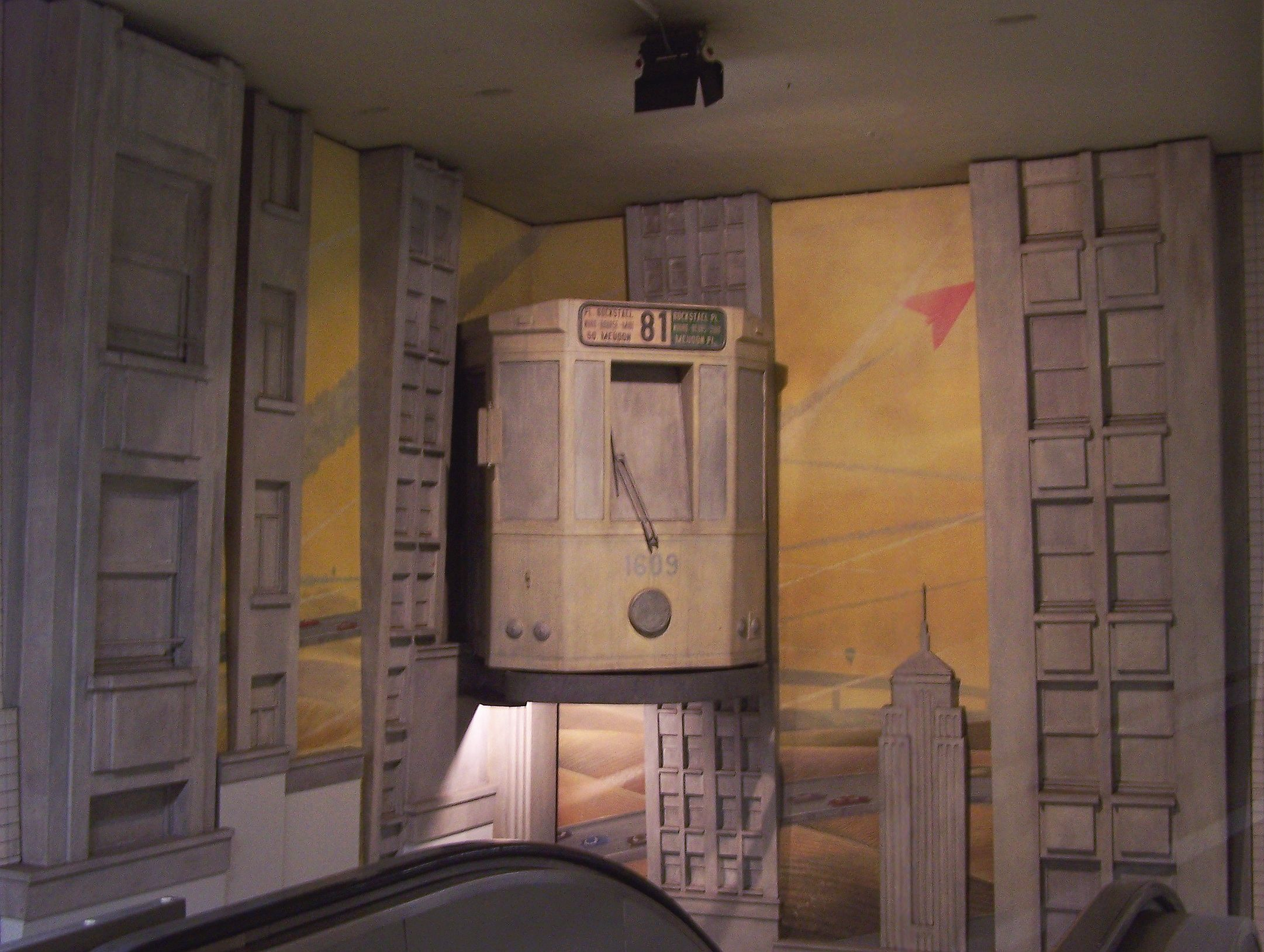
Le Passage inconnu, œuvre de François Schuiten dans le métro de Bruxelles.

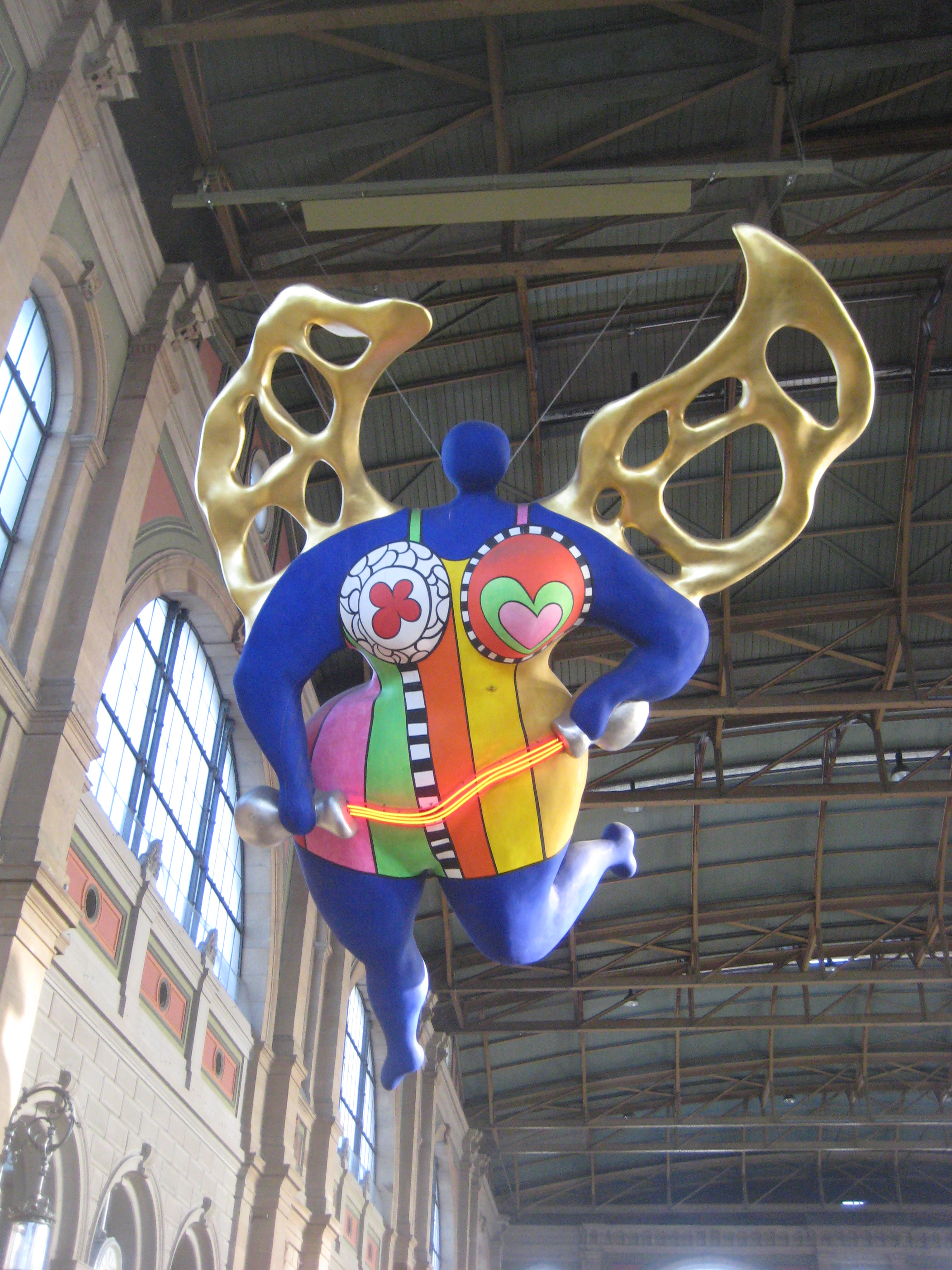
L'Ange protecteur (1997), de Niki de Saint Phalle, hall de la gare centrale de Zurich.

L'art public dans les transports se distingue de l'art public en général par sa présence dans des espaces publics dédiés à la mobilité. Les œuvres peuvent être placées dans des espaces d'attente (comme des stations de métro ou des aires d'autoroute) ou au contraire bénéficier de l'impression de furtivité permise par la vitesse véhiculée. Le temps passé dans les transports est souvent considéré comme un « hors-temps », où le regard bénéficie d'une disponibilité supplémentaire. Ces œuvres peuvent bénéficier de financements classiques en art public, comme le 1 % artistique (lors de commandes architecturales publiques), de financements plus spécifiques comme le programme Art for Regional Transit (A-R-T), lancé en 1989 à Los Angeles, ou du simple volontarisme de gestionnaires de systèmes de transport comme la RATP.

## Spécificités modales

### Métro
Dans les systèmes métropolitains souterrains, l'implantation d’œuvres d'art permet d'égayer des espaces pouvant être oppressants. À Paris, la présence de l'art dans le métro commence avec le réaménagement de la station Louvre - Rivoli en 1968 et concerne plusieurs dizaines d'œuvres. À Londres, le programme Art on the Underground a débuté en 2000, mais l'installation d’œuvres a débuté des décennies plus tôt. À Hong Kong, les œuvres installées par MTR depuis 2000 environ dans le cadre du programme « Art in MTR » sont censées participer à l'identité des stations et à l'orientation. La métro de Stockholm a commencé une démarche d'installation d’œuvres dès 1956 et en abrite dans 90 de ses 100 stations. Le métro de Montréal abrite également 90 œuvres, installées à partir des années 1960. Le fait que certaines de ces œuvres incitent à la contemplation, alors même qu'elles sont installées dans un espace de mobilité, a fait débat. Le métro de Bruxelles en accueille environ 80.

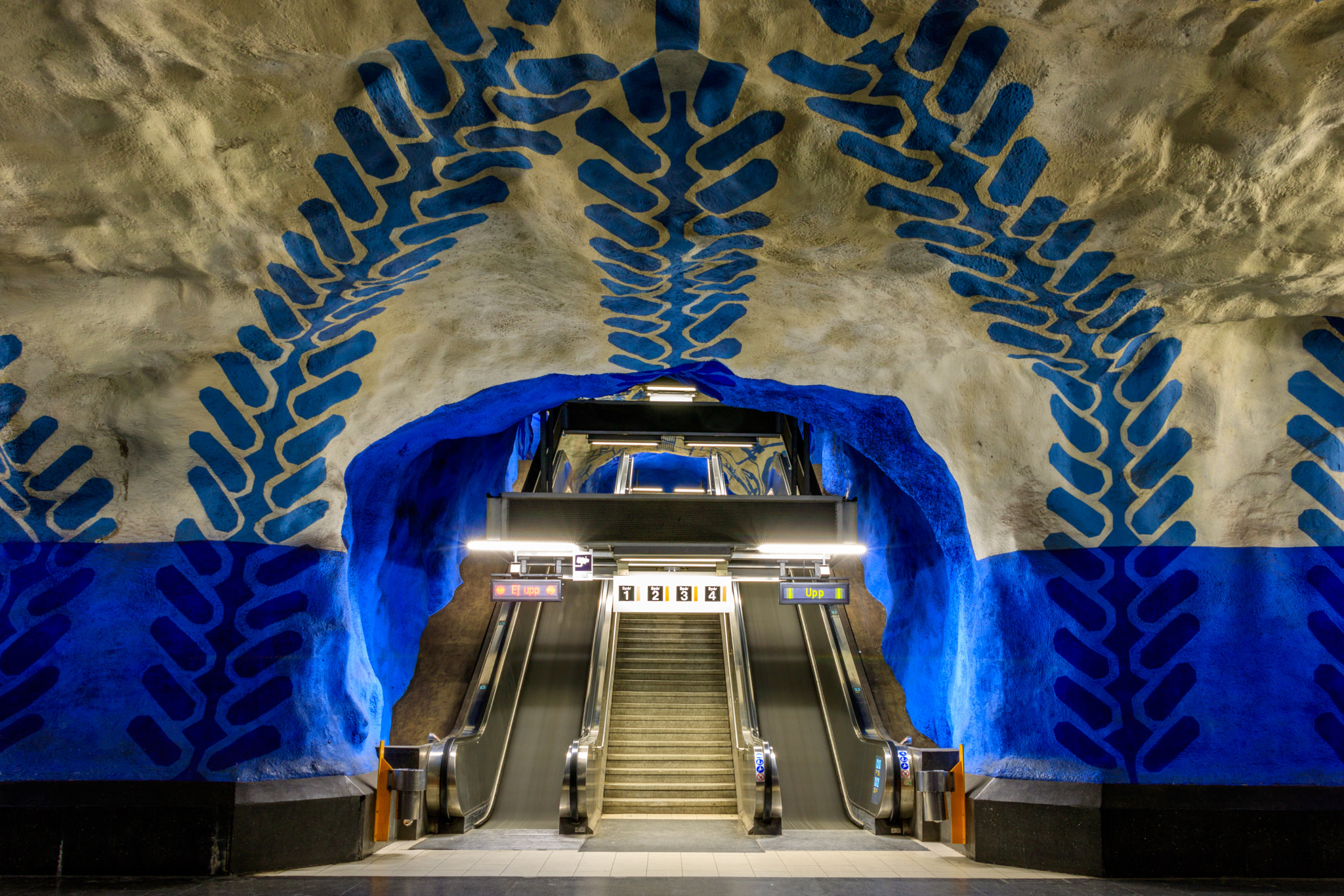
Station T-Centralen du métro de Stockholm.
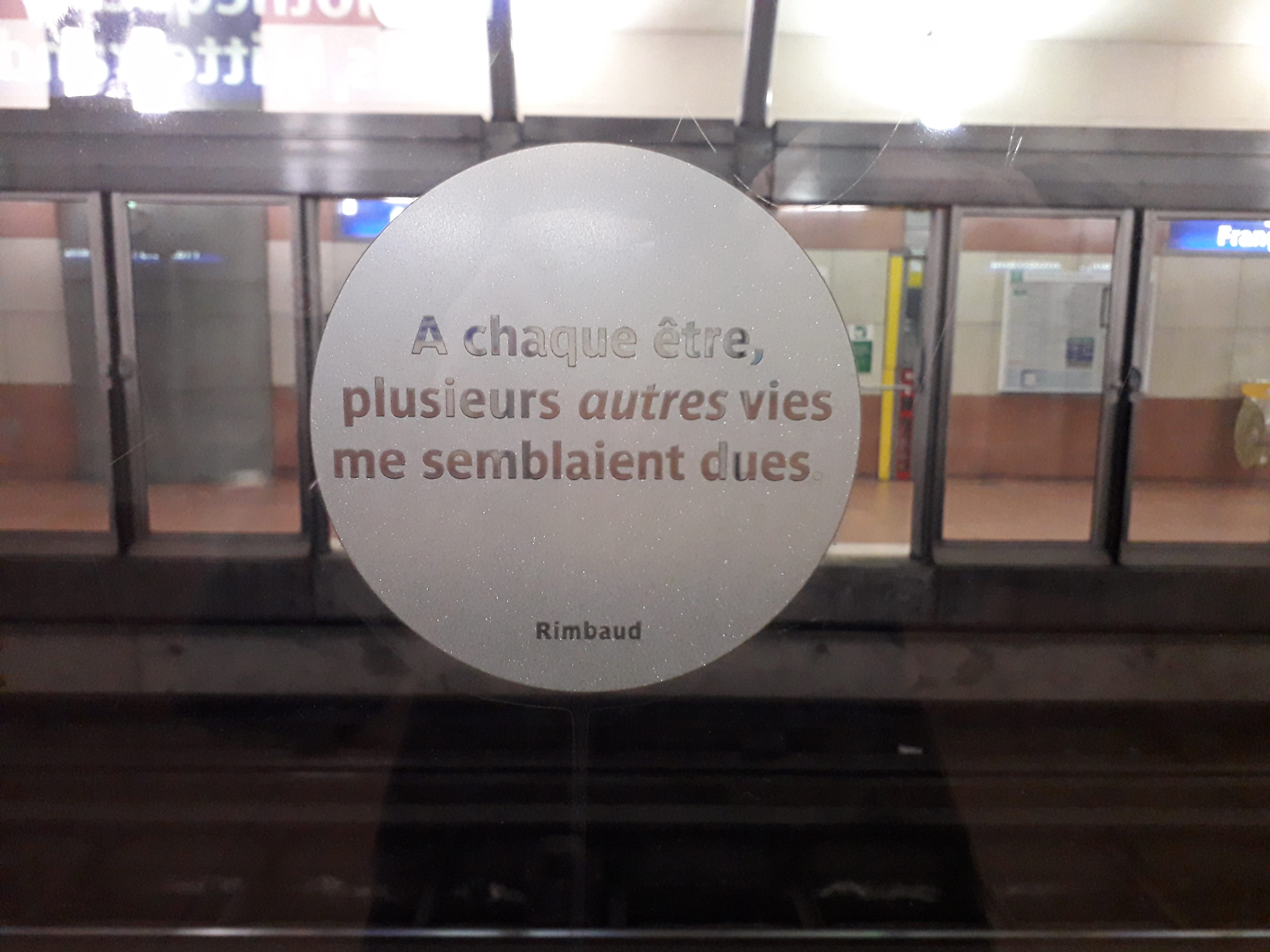
Station Bibliothèque François-Mitterrand du métro de Paris.
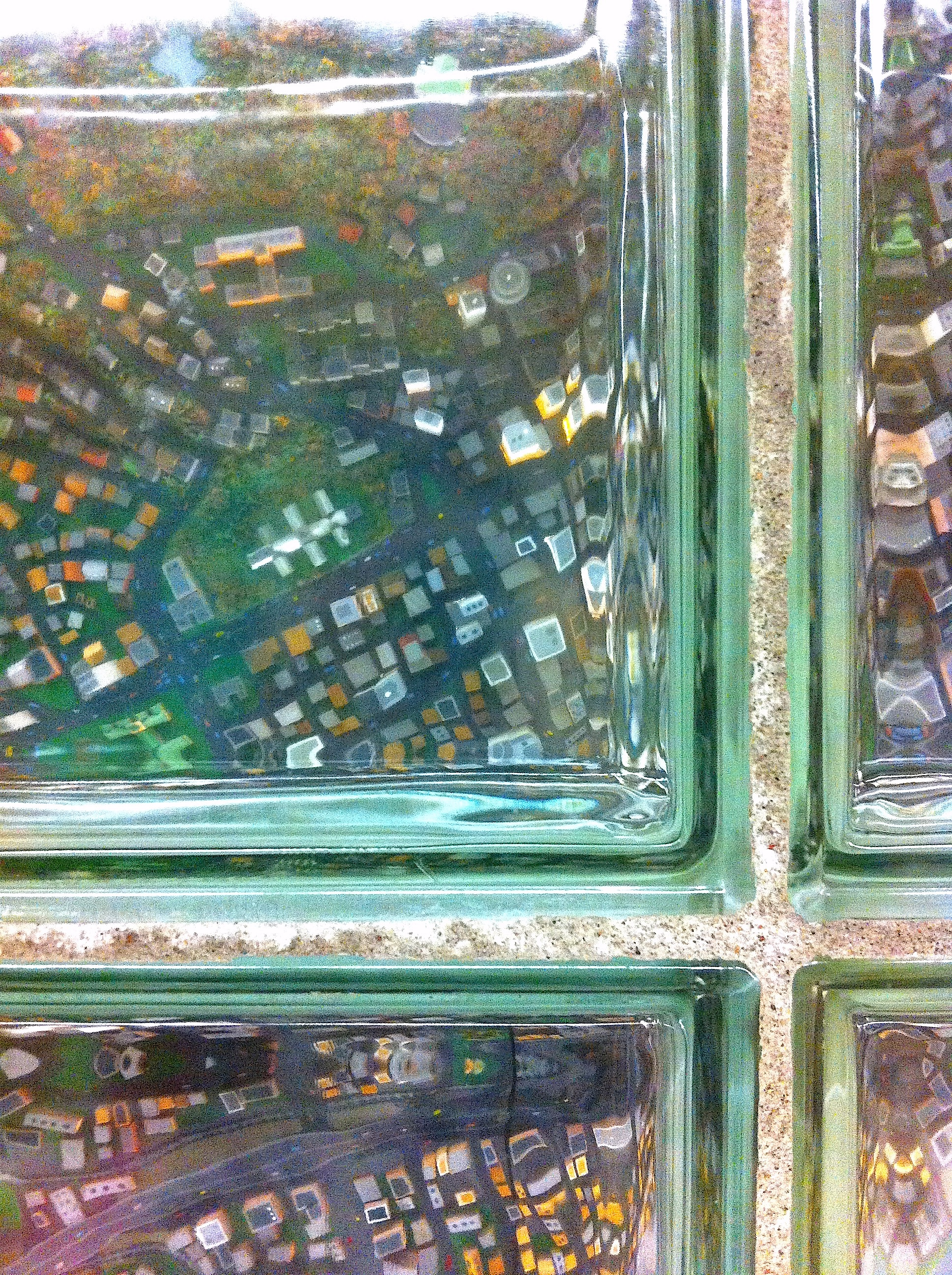
C'est sur le sol qu'on prend appui pour s'envoler, station McGill du métro de Montréal.

### Tramway
Dans le mode de conception du tramway à la française, qui au-delà de la construction de l'infrastructure traite de la requalification urbaine, des œuvres d'art publiques peuvent être érigées, à l'instar de celles des lignes 3a et 3b du tramway d'Île-de-France, ou encore du tramway de Bordeaux.

### Autobus
À Londres, en 2012, des œuvres ont été installées sur le sommet d'abribus et étaient visibles depuis le niveau supérieur des bus à impériale.

### Transport routier
Les œuvres d'art présentes à proximité des voies de circulation et visibles de celles-ci ne doivent pas perturber l'attention des conducteurs. Dans un contexte répétitif comme un tunnel, elles peuvent même permettre de la réveiller en créant un changement d'environnement.
En France, de très nombreuses œuvres d'art sont installées sur des carrefours giratoires, souvent pour refléter des spécificités locales. En Suède, le chien de carrefour consiste à placer une sculpture de chien au milieu d'un carrefour giratoire.